# Zuid-Afrikaans honkbalteam

Vlag van Zuid-Afrika.

Het Zuid-Afrikaans honkbalteam is het nationale honkbalteam van Zuid-Afrika. Het team vertegenwoordigt Zuid-Afrika tijdens internationale wedstrijden.
Het Zuid-Afrikaans honkbalteam is angesloten bij de Afrikaanse Honkbal & Softbal Associatie (ABSA). 

## Kampioenschappen

### Afrikaanse Spelen
Zuid-Afrika nam tweemaal deel aan de Afrikaanse Spelen. Ze behaalde de gouden plak zowel in 2003 als in 1999. Zuid-Afrika organiseerde de Afrikaanse Spelen in 1999.
| Editie    | 1999 | 2003 |
| Prestatie | Goud | Goud |

### Olympische Spelen
Zuid-Afrika nam een keer deel aan de Olympische Spelen in het honkbal, dat was in 2000.
| Editie    | 2000 |
| Prestatie | 8e   |

### Wereldkampioenschappen
Zuid-Afrika is tot nu toe de enige Afrikaanse vertegenwoordiger geweest op de wereldkampioenschappen honkbal waaraan het zes keer deelnam. De eerste deelname was in 1974. De volgende deelname, mede als gevolg van de algemene (sport)boycot ten tijde van het apartheidsregime, was in 1998. De negende (en laatste) plaats in 1974 was de hoogste eindklassering van Zuid-Afrika.
| Editie    | 1974 | 1998 | 2001 | 2005 | 2007 | 2009 |
| Prestatie | 9e   | 15e  | 13e  | 17e  | 15e  | 21e  |

### World Baseball Classic
Zuid-Afrika nam in 2006 en 2009 deel aan de World Baseball Classic. Beide toernooien kwam het niet door de eerste ronde en werd de zestiende (en laatste) plaats in de eindrangschikking behaald. Voor het toernooi van 2013 en 2017 slaagden ze er niet in zich via kwalificatie te plaatsen. In 2023 werd Australië automatisch gekwalificeerd.
| Editie    | 2006 | 2009 | 2013  | 2017  | 2023 |
| Prestatie | 16e  | 16e  | kwal. | kwal. | -    |

-  = geen deelname 